# Glochidion longipedicellatum
Glochidion longipedicellatum är en emblikaväxtart som beskrevs av Yoshimatsu Yamamoto. Glochidion longipedicellatum ingår i släktet Glochidion och familjen emblikaväxter.
Artens utbredningsområde är Taiwan. Inga underarter finns listade i Catalogue of Life.